# L'Étrange Monsieur Victor
L'Étrange Monsieur Victor is een Franse film  van Jean Grémillon die uitgebracht werd in 1938. 

## Samenvatting
Toulon. Voor de buitenwereld is mijnheer Victor een eerbare burger, een man boven alle verdenking.  Hij is de minzame uitbater van een zaak en hij is gelukkig getrouwd. In werkelijkheid is zijn zaak een dekmantel voor criminele activiteiten, hij werkt immers ook als heler voor een bende booswichten. 
Tijdens een ruzie vermoordt hij een van hen. Een onschuldige man, Bastien Robineau, draait op voor de moord. Mijnheer Victor besluit zich te bekommeren om de zoon van de op grond van valselijke beschuldigingen opgesloten Bastien en geeft ook geld aan mevrouw Robineau. 
Jaren later ontsnapt Bastien uit de gevangenis en vindt hij onderdak bij mijnheer Victor. Die verstopt hem want, als Bastien gevat wordt, heropent de politie misschien het onderzoek.

## Rolverdeling
| Acteur           | Personage                               |
| ---------------- | --------------------------------------- |
| Raimu            | Victor Agardanne                        |
| Madeleine Renaud | Madeleine Agardanne                     |
| Pierre Blanchar  | Bastien Robineau                        |
| Viviane Romance  | Adrienne Robineau                       |
| Andrex           | Robert Cerani                           |
| Édouard Delmont  | Paroli                                  |
| Charles Blavette | eerste inspecteur                       |
| Marcelle Géniat  | mevrouw Agardanne, de moeder van Victor |
| Georges Flamant  | Amédée                                  |
| Armand Larcher   | tweede inspecteur                       |
| Odette Roger     | mevrouw Marie                           |
| Marcel Maupi     | Rémi                                    |
| Charblay         | mijnheer Noir                           |